# سه‌شاخه‌دندانان
سه‌شاخه‌دندانان (نام علمی: Thrinaxodontidae) نام یک تیره از راسته ددکمانان است.